# Hellmuth Walter
Hellmuth Walter (26 d'agost de 1900 – 16 de desembre de 1980) fou un enginyer alemany que va ser pioner en la recerca de motors coet i turbines de gas. Les seves contribucions més conegudes van ser els motors pels caces Messerschmitt Me 163 i el Bachem Ba 349, la propulsió auxiliar a coet anomenada Starthilfe usada per varietat d'avions de la Luftwaffe durant la segona guerra mundial com a equips JATO/RATO i el revolucionari nou sistema de propulsió per a submarins, la turbina Walter.

## Primers anys
Walter va començar com a aprenent maquinista naval el 1917 a Hamburg i el 1921 va començar a estudiar enginyeria mecànica a la Universitat Tecnològica de Berlín. Va deixar els estudis abans d'obtenir-ne la titulació, per anar a treballar a la Stettiner Maschinenbau AG Vulcan, una gran drassana. L'experiència de Walter amb motors nàutics el va portar a estar interessat en millorar alguna de les limitacions dels motors de vapor. Va raonar que un motor alimentat per una font de combustible rica en oxigen no requeriria d'una font addicional d'oxigen (des de l'atmosfera o des de tancs de combustible). Això tindria avantatges obvis per als motors de submarins i torpedes.
La seva recerca suggeria que el peròxid d'hidrogen seria una font adequada de combustible que en presencia d'un catalitzador es podria dividir en oxigen i vapor d'aigua a alta temperatura. La calor de la reacció causaria l'expansió de l'oxigen i del vapor d'aigua que també es podrien aprofitar com a font de pressió. Walter va adonar-se que un altre tipus de combustible es podia injectar en aquesta barreja de gasos calents per obtenir-ne una combustió i d'aquesta maner més potència. Va patentar aquesta idea el 1925.

## Turbina Walter
Després de treballar un temps per a la drassana Germaniawerft de Kiel, Walter va fundar la seva pròpia companyia, la Hellmuth Walter Kommanditgesellschaft (HWK, o Walter-Werke), per a poder desenvolupar els seus projectes el 1935. Aquest mateix any va enviar una proposta a l'Oberkommando der Marine suggerint que un submarí alimentat per un d'aquests motors tindria avantatges de velocitat considerables respecte a la combinació convencional de motors dièsel per a la marxa en superfície i motor elèctric mentre es troba submergit. La proposta es va rebre amb molt d'escepticisme, però Walter va persistir, i el 1937 va mostrar els seus plans a Karl Dönitz, que va poder ajudar-lo a obtenir un contracte per produir un prototip. La construcció es va iniciar el 1939 amb un petit submarí d'investigació designat V-80. Quan es va botar el 1940, el submarí va demostrar una velocitat màxima de 23 nusos submergits, el doble que qualsevol submarí del món en aquell moment. Malgrat aquests resultats espectaculars, els problemes amb la producció, el subministrament i la manipulació segura de peròxid d'hidrogen van impedir la implementació a gran escala del revolucionari motor de Walter. Al final, només un bon grapat de submarins alemanys del tipus XVII es van construir amb aquest motor i cap va combatre.

## Motors coet
Al mateix temps que Walter desenvolupava motors submarins, també aplicava les seves idees als coets. La barreja de gas a alta pressió creada per la ràpida descomposició del peròxid d'hidrogen no només es podia utilitzar en una turbina, sinó que simplement es dirigia fora amb una tovera, per crear una empenta considerable. L'equip de Wernher von Braun que treballava a Peenemünde va manifestar interès per les idees de Walter i el 1936 va iniciar un programa d'instal·lació de coets de Walter en els avions. Els resultats experimentals obtinguts per von Braun van generar interès entre els fabricants d'avions alemanys, inclosos Heinkel i Messerschmitt, i el 1939, el Heinkel He 176 es va convertir en el primer avió que va volar només amb coets amb combustible líquid. Aquest tipus de motors es van convertir en la pedra angular del Messerschmitt Me 163. Al llarg de la Segona Guerra Mundial, els motors d'avions de Walter es van tornar cada cop més potents i perfeccionats.
Un altre motor de Walter es va utilitzar com a equips JATO/RATO per ajudar els avions fortament carregats per enlairar-se, el Starthilfe. Quan el combustible dels coets s'havia esgotat, se separava de l'avió i tornaven a terra amb un paracaigudes per a la seva reutilització.
El 1945, Walter va ser guardonat amb la Creu de Cavaller pel seu servei de guerra. Walter va ser capturat per una unitat de l'exèrcit britànic anomenada T-Force després d'un avanç de 90 kilòmetres darrere de les línies alemanyes per evitar que la seva investigació caigués en mans dels russos que avançaven. La seva fàbrica va ser investigada per la Unitat d'Assalt 30, una unitat dels Royal Marines que havia estat establerta per l'autor de James Bond,  Ian Fleming.

## Postguerra a Anglaterra i Estats Units
Va ser enviat al Regne Unit junt amb els seus companys de la Walter werke per a que treballessin per a la Royal Navy. Un dels U-boot del tipus XVII equipat amb la turbina de peròxid d'oxigen, l'U-1407, va ser reflotat del port de Kiel i recomissionat com a HSM Meteorite. Amb l'equip tècnic de Walter a Barrow-in-Furness, la Royal Navy va construir dos submarins propulsats per peròxid d'oxigen. Però el desenvolupament dels submarins amb propulsió nuclear va tancar el projecte.
El 1948 els britànics li van permetre retornar a Alemanya i va a treballar a la fàbrica de motors Paul Seifert.
Al 1950 va emigrar als Estats Units i va treballar per la Worthington Pump Corporation de Harrison, Nova Jersey, arribant a ser el vicepresident d'investigació i desenvolupament.

## Retorn a Alemanya
Retorna a Alemanya el 1956 i funda la Hellmuth Walter GmbH a Kiel. El 1967 va construir un submarí civil amb propulsió Walter.